# دريو موور
دريو موور (بالإنجليزية: Drew Moor)‏ (15 يناير 1984 بدالاس في الولايات المتحدة - ) هو لاعب كرة قدم أمريكي في مركز الدفاع. شارك مع منتخب الولايات المتحدة تحت 20 سنة لكرة القدم ومنتخب الولايات المتحدة لكرة القدم. أما مع النوادي، فقد لعب مع كولورادو رابيدز ونادي تورونتو ونادي دالاس وChicago Fire U-23 ‏.

## وصلات خارجية
- دريو موور على موقع الاتحاد الدولي (مؤرشف)  (الإنجليزية)
- دريو موور على موقع الدوري الأمريكي (الإنجليزية)
- دريو موور على موقع قاعدة بيانات كرة القدم.إي يو (الإنجليزية)
- دريو موور على موقع ناشيونال فوتبول تيمز (الإنجليزية)
- دريو موور على موقع Soccerbase.com (لاعب) (الإنجليزية)
- دريو موور على موقع Soccerway.com (الإنجليزية)
- دريو موور على موقع عالم كرة القدم.نت (الإنجليزية)
- دريو موور على موقع AS.com (الإسبانية)